# Repubblica dell'Estremo Oriente
La Repubblica dell'Estremo Oriente (in russo Дальневосто́чная Респу́блика?, Dal'nevostóčnaja Respúblika; sigla: ДВР, DVR), nota anche come Repubblica di Čita, fu creata nell'estremo oriente della Russia come Stato cuscinetto tra la Repubblica Socialista Federativa Sovietica Russa e i territori occupati dal Giappone. Benché formalmente indipendente, la repubblica era di fatto controllata dalla nascente Unione Sovietica.

## Storia
La repubblica fu creata, a seguito di una direttiva di Lenin, il 6 aprile 1920 nella città di Verchneudinsk (ora Ulan-Udė), con lo scopo di evitare lo scontro bellico tra il Giappone e la Russia sovietica. Il 14 maggio dello stesso anno il governo sovietico russo riconobbe il nuovo Stato e il suo governo.
Il suo territorio formalmente si estendeva dal lago Baikal alla costa del Pacifico e, all'inizio, lo Stato controllava soltanto l'area di Pribajkalie, poiché il resto era controllato sia dai giapponesi sia dall'Armata Bianca nello Stato cosacco di Transbajkalia e nella Repubblica Ucraina dell'Estremo Oriente.
Il 22 ottobre 1920 l'esercito della repubblica conquistò la città di Čita, che divenne la nuova capitale.
La costituzione dello Stato fu approvata il 27 aprile 1921, e garantiva (almeno formalmente) elezioni democratiche, eguaglianza delle classi sociali e la proprietà privata (la Repubblica dell'Estremo Oriente fu banco di prova per la Nuova Politica Economica).
Nel maggio 1921 a Vladivostok fu proclamato il governo temporaneo sotto il controllo dei Bianchi, con lo scopo di separare il territorio dal controllo di Mosca. I Bianchi subirono tuttavia una sconfitta determinante il 12 febbraio 1922, e il conflitto si risolse il 25 ottobre successivo, quando i giapponesi e i Bianchi lasciarono Vladivostok.
Il 15 novembre 1922 la Repubblica dell'Estremo Oriente venne incorporata nella Repubblica Socialista Federativa Sovietica Russa.